# Boophis rappiodes
Boophis rappiodes is een kikker uit de familie gouden kikkers (Mantellidae). De soort werd voor het eerst wetenschappelijk beschreven door Ernst Ahl in 1928. Oorspronkelijk werd de wetenschappelijke naam Rhacophorus rappiodes gebruikt. De soort behoort tot het geslacht Boophis.

## Leefgebied
De kikker is endemisch in Madagaskar. De soort leeft op een hoogte van 300 tot 900 meter en komt ook voor in nationaal park Andasibe Mantadia.

## Beschrijving
De mannetjes hebben een lengte van 20 tot 25 millimeter en de vrouwtjes van 30 tot 34 millimeter. De algemene kleur is geelgroen met, vooral op de wenkbrauwen of rond de neusgaten, rode pigmenten. Dit pigmentatie is intenser bij vrouwtjes dan bij mannetjes.

## Synoniemen
- Rhacophorus rappiodes Ahl, 1928